# Lycodichthys
Lycodichthys – rodzaj ryb z rodziny węgorzycowatych.

## Klasyfikacja
Gatunki zaliczane do tego rodzaju:
- Lycodichthys antarcticus
- Lycodichthys dearborni